# WCW Wrestling
WCW Wrestling è un videogioco sul wrestling professionistico, uscito nel 1990 su NES, pubblicato da FCI. Questo gioco è stato il primo (e fino ad oggi, il solo) videogioco basato sulla National Wrestling Alliance (in quel momento, la WCW faceva parte della NWA). Ad oggi, il gioco ha venduto solo 100 000 copie.

## Modalità di gioco
WCW Wrestling differisce dalla maggior parte dei titoli wrestling in quanto il giocatore sceglie le mosse prima di ogni match. Ogni lottatore ha un menù composto da otto mosse (ogni lottatore ha un menù unico), di cui selezionabili solo quattro per match. Ogni lottatore ha otto mosse selezionabili, due irish whip uniche (anche se queste mosse non sono selezionabili nel menù) e una sua mossa finale. Le mosse finali devono essere eseguite nel centro del ring e possono essere realizzate solo quando all'avversario rimangono due riquadri di salute.

### Roster
- Road Warrior Animal
- Eddie Gilbert
- Road Warrior Hawk
- Kevin Sullivan
- Lex Luger
- Michael Hayes
- Mike Rotunda
- Ric Flair
- Rick Steiner
- Ricky Steamboat
- Steve Williams
- Sting
- WCW Master (inventato)